# Mirosław Misiowiec
Mirosław Misiowiec (ur. 16 kwietnia 1956 w Mielcu, zm. 24 marca 2013 w Kielcach) – polski piłkarz, występował na pozycji pomocnika lub napastnika.
Mirosław Misiowiec piłkarską karierę rozpoczynał w Stali Mielec. Mając 19 lat trafił do pierwszej drużyny mieleckiego klubu, następnie zaś został zawodnikiem Motoru lublin. W nowej drużynie nie potrafił wywalczyć sobie miejsca w podstawowym składzie, dlatego przeszedł do Chełmianki Chełm. Będąc jej graczem strzelił w sezonie 1976/1977 dziewięć goli. Następnie przeniósł się do drugoligowego Staru Starachowice, walczącego o awans do najwyższej klasy rozgrywkowej. Wraz z Tadeuszem Nowakiem i Jerzym Fotfolcem tworzył skuteczny tercet ofensywny (razem na drugoligowych boiskach ci trzej piłkarze strzelili dla Staru ponad 100 goli). Misiowiec bramki zdobywał głównie w spotkaniach wyjazdowych, m.in. ze Stalą Stalowa Wola i Stalą Bielsko-Biała.
Ze Staru Starachowice Misiowiec trafił do prowadzonej przez Antoniego Piechniczka Odry Opole, w której barwach strzelił pięć bramek w I lidze. Później reprezentował barwy Piasta Gliwice, w którym rozegrał 14 meczów i zdobył jednego gola. Latem 1982 roku wzmocnił Koronę Kielce, której był pierwszoplanową postacią. Dwukrotnie – w sezonach 1982/1983 i 1985/1986 – był najlepszym strzelcem kieleckiego klubu. Grał również w KSZO Ostrowiec Św..